# أغسطس باريش
أغسطس باريش (بالإنجليزية: Augustus Parrish)‏ هو لاعب كرة قدم أمريكية أمريكي، ولد في 19 مارس 1987 في تمبل هيلز في الولايات المتحدة.